# 標準レベルキャリア・コンサルタント
標準レベルキャリア・コンサルタント（ひょうじゅんレベルキャリア・コンサルタント）は、職業能力評価推進給付金の対象となるキャリア・コンサルタント能力評価試験として指定されている試験、または過去に指定されていた試験に合格した者等をいう。
この上位資格として、熟練レベルキャリア・コンサルタントに位置づけられるキャリア・コンサルティング技能士がある。

## 対象となるキャリア・コンサルタント能力評価試験
厚生労働省は、個人の主体的なキャリア形成や求人・求職のマッチングを支援するため、キャリア・コンサルティングを担う人材（キャリア・コンサルタント）の養成を推進している。職業能力評価推進給付金（キャリア形成促進助成金）は、民間機関が実施するキャリア・コンサルタントに関する能力評価試験を雇用する労働者に受けさせる事業主に対して支給される。

### 現在指定されている試験
2008年11月現在、以下の10の団体が実施する能力評価試験が対象である。
- 財団法人社会経済生産性本部（財団法人社会経済生産性本部認定キャリア・コンサルタント資格試験）
- 社団法人日本産業カウンセラー協会（キャリア・コンサルタント試験）
- 日本ドレーク・ビーム・モリン株式会社（DBMマスター・キャリアカウンセラー認定試験）
- 特定非営利活動法人日本キャリア開発協会（CDA資格認定試験）
- 特定非営利活動法人日本キャリア・マネージメント・カウンセラー協会（日本キャリア・マネージメント・カウンセラー協会認定キャリア・カウンセラー資格試験）
- 財団法人関西カウンセリングセンター（財団法人関西カウンセリングセンターキャリア・コンサルタント認定試験）
- 特定非営利活動法人キャリアカウンセリング協会（GCDF-Japan試験）
- 株式会社テクノファ（株式会社テクノファ認定キャリア・カウンセラー（キャリア・コンサルタント）能力評価試験）
- 特定非営利活動法人ICDS（ICDS委員会認定ICDSキャリア・コンサルタント検定）
- 特定非営利活動法人エヌピーオー生涯学習（NPO生涯学習キャリア・コンサルタント検定試験）（2005年度を除く）

### 過去に指定されていた試験
- 株式会社フルキャストHR総研（指定期間：2003年 - 2007年）
- 株式会社リクルート（GCDF-Japanトレーニングプログラム修了者でGCDF-Japan試験合格者）（指定期間：2000年〜2003年）
- 有限責任中間法人人材開発協会（キャリア・カウンセラー養成講座を修了し認定授与された者）（指定期間：1996年〜2005年）
- 株式会社エスジーケー（指定期間：2003年 - 2005年）
- 株式会社日本マンパワー（キャリアカウンセラー養成講座を修了しCDA資格認定試験合格者）（指定期間：2000年 - 2002年）
- 株式会社東京リーガルマインド（キャリア・コンサルタント養成講座を修了しNPO生涯学習キャリア・コンサルタント検定試験合格者）（指定期間：2000年 - 2002年）
- 独立行政法人雇用・能力開発機構（キャリア・コンサルタント養成講座修了者)（指定期間：2002年 h 2006年）
- 社団法人日本経済団体連合会（キャリア・アドバイザー養成講座の修了者）（指定期間：2001年 - 2006年）

## キャリア・コンサルティング技能士との関係
標準レベルキャリア・コンサルタントで8年以上の実務経験のある者には技能検定キャリアコンサルティング職種1級の受験資格、3年以上の実務経験のある者には2級の受験資格が、それぞれ与えられる。キャリア・コンサルティング職種1級または2級の技能検定に合格した者は、その合格した等級の技能士として「1級キャリアコンサルティング技能士」または「2級キャリアコンサルティング技能士」と称することができる。